# U Matoušů
Selský dvůr U Matoušů v Plzni je součástí vesnické památkové zóny Bolevec. Nachází se v katastru Bolevec, na území městského obvodu Plzeň 1. Představuje významnou památku lidového stavitelství západních Čech. V roce 2008 byl vládou České republiky vyhlášen národní kulturní památkou.

## Dějiny
Ves Bolevec se v písemných pramenech připomíná poprvé již v roce 1382. Až do 18. století obec tvořilo 10 zemědělských usedlostí, v 2. polovině 19. století však nastal prudký rozvoj vsi. V roce 1942, kdy došlo k připojení Bolevce k Plzni, měla tato obec už 5570 obyvatel a byla tak největší v Čechách. V té době již převážnou většinu obyvatel netvořili zemědělci, nýbrž dělníci, pracující v okolních podnicích a továrnách. Okolí bolevecké návsi si ovšem stále zachovávalo původní zemědělský ráz, stejně jako okolní krajina. O to významněji ji pozměnila výstavba panelákových sídlišť v druhé polovině 20. století. Původní historické jádro Bolevce s cennými stavebními prvky se však podařilo zachovat. Dne 22. září 1995 bylo nakonec prohlášeno za vesnickou památkovou zónu.
Nejvýznamnější památkou je zde právě statek čp. 1, který patřil k těm nejbohatším ve vsi. Díky nezájmu o obnovu areálu v 2. polovině 20. století se usedlost dochovala téměř v původním stavu, bez rušivých mladších stavebních zásahů. Kompaktně zachovaná, mimořádně hodnotná usedlost klasicistního původu tak nemá obdobu nejen na Plzeňsku, ale i v celých západních Čechách.
Ačkoliv statek je zřejmě výrazně starší, první písemná zmínka o tomto dvoře pochází z roku 1635. Tehdy byl dvůr zván Weysovský. Na přelomu 18. a 19. století prošla usedlost výraznými stavebními úpravami, roku 1809 byl zásadně přebudován obytný dům, asi o dvacet let později také nová sýpka a stodola. K roku 1839 jsou doloženy současné objekty chléva a stájí. Po únorových změnách v roce 1948 usedlost převzalo do užívání místní JZD a statek sloužil do poloviny 70. let k chovu selat a prasat i jako skladiště požární techniky. Poslední majitelka byla dokonce ve vykonstruovaném procesu odsouzena za velezradu. Dvůr postupně chátral, přestože byl již od 3. května 1958 památkově chráněný. V 90. letech 20. století byl (ve špatném technickém stavu) vrácen původním majitelům. V roce 2004 město Plzeň usedlost vykoupilo a roku 2007 předalo do správy Národního památkového ústavu, územního odborného pracoviště v Plzni. Dne 1. července 2008 byl statek prohlášen národní kulturní památkou. Od srpna roku 2019 byl statek rekonstruován, aby mohl být tento mimořádně hodnotný objekt zpřístupněn veřejnosti jako expozice stavitelství, architektury a života na vesnici v 19.–20. století. V létě 2020 dostal objekt novou doškovou střechu. Po rekonstrukci se statek návštěvníkům otevřel na začátku června 2021.

## Popis
| Rok  | Počet návštěvníků |
| ---- | ----------------- |
| 2015 | 2 324             |
| 2016 | 3 422             |
| 2017 | 1 968             |

Dominantou usedlosti je rozsáhlé obytné stavení na severozápadní straně. Na něj na západě navazují chlévy a stáje, jižní část dvora ohraničuje stodola a východní stranu vymezuje sýpka a kolna. Součástí areálu je též nevelká zahrada a ovocný sad. Dvůr je přístupný dvěma půlkruhově klenutými branami, přiléhajícími z obou stran k obytnému stavení. Hlavní brána (při západní straně obytného domu) nese na klenáku letopočet 1834, zatímco druhá (východní) brána je datovaná do roku 1830.
Obytný dům je nebývale široký a dlouhý, jinak ale zachovává tradiční trojdílnou dispozici komorového typu – dělí se na světnici, síň a komoru. Jeho současná klasicistní podoba pochází z roku 1809, jak ukazuje datum na vstupním portálu do síně. Přední světnice (při západním průčelí domu) má na nádvorní straně ještě dochovanou roubenou stěnu, datovanou pomocí dendrochronologie do druhé poloviny 18. století. Ostatní obvodové zdi jsou kamenné, případně cihlové. Okna v západním průčelí domu směrem do návsi zdobí barokně-klasicistní kamenný rám.
Komorová část na východní straně domu je patrová, přičemž přístup do patra zajišťuje na nádvorní straně vnější dřevěná pavlač. Nahoře v patře se nachází čtyři komory, zatímco přízemí zaujímají malé chlévy. Střední díl obytného domu tvoří vstupní síň a černá kuchyně s pecí, dnes již zmodernizovaná. Na tuto část navazuje na východě ještě jedna světnice s pecí. Pod ní se nachází klenuté, jen částečně zapuštěné sklepy, tvořené střední chodbou se studnou a dvěma hlavními prostorami po stranách. Přístup do sklepů vede vnějším schodištěm ze dvora. Vstup z centrální chodby do hlavních sklepních prostor rámují kamenné, pozdně gotické portálky. Na současném místě jsou však použité druhotně – při stavbě sklepů na počátku 19. století byly využity starší kamenické články, pocházející zřejmě z nadzemní části staršího obytného domu. Ze západního portálku zůstaly zachovány už jen svislé části ostění, takže archivolta musela být nově vytvořena z cihel. Druhý portál (ve východní části sklepa) se dochoval celý, ačkoliv není jasné, zda se neskládá ze dvou původně samostatných portálů, protože oba díly archivolty se mírně liší velikostí i zakřivením. Oba portály jsou jedním z dokladů o nebývalé výstavnosti původní středověké vsi.
Střecha obytného domu, nesená hambalkovým krovem se stojatou stolicí, byla ještě v nedávné době pokrytá došky. Podlahy obytných místností jsou dřevěné, jen v síni byla položena novodobá dlažba. Zajímavé je dochování většiny dřevěných interiérových dveří z 1. poloviny 19. století, a to i s původním kováním.
Na západní straně dvora stojí pozdně klasicistní chlévy a stáje, jejichž sedlová střecha přesahuje nad zápraží. Postaveny byly nejpozději v 1. polovině 19. století. Zdivo severního štítu je opatřeno kamenným blokem s tesanou klíčovou střílnou, její původ je ovšem nejasný. Chlévy jsou rozděleny na tři různě velké části, které jsou samostatně přístupné ze zápraží. Dva větší díly sloužily k ustájení koní a skotu, jak ukazují plastiky koňské a kravské hlavy nad vchody.
Jižní stranu dvora ohraničuje rozměrná stodola, opatřená sedlovou střechou. Její kamenné obvodové zdivo pochází už z let 1781–1839, v roce 1925 však bylo mírně zvýšeno v souvislosti s uložením nové pálené střešní krytiny.
Na východní straně dvora se nachází patrová zděná sýpka, postavená krátce před rokem 1850. Přízemí zahrnuje dvě komory, zatímco v patře se nachází jediná, nedělená prostora. Interiér v patře i na půdě osvětlují štěrbinová okénka. Pod jižní částí sýpky byl dodatečně zřízen malý sklípek.